# 根本氏

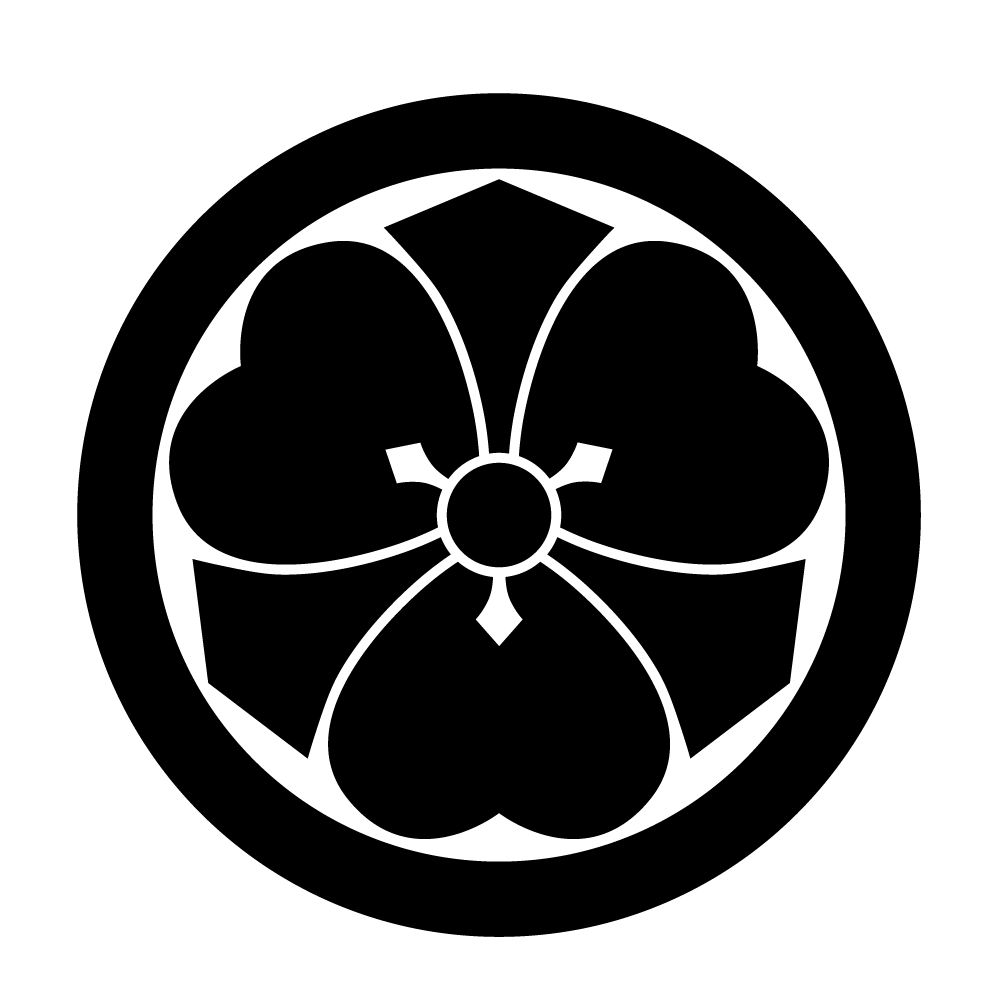
家紋 丸に剣片喰

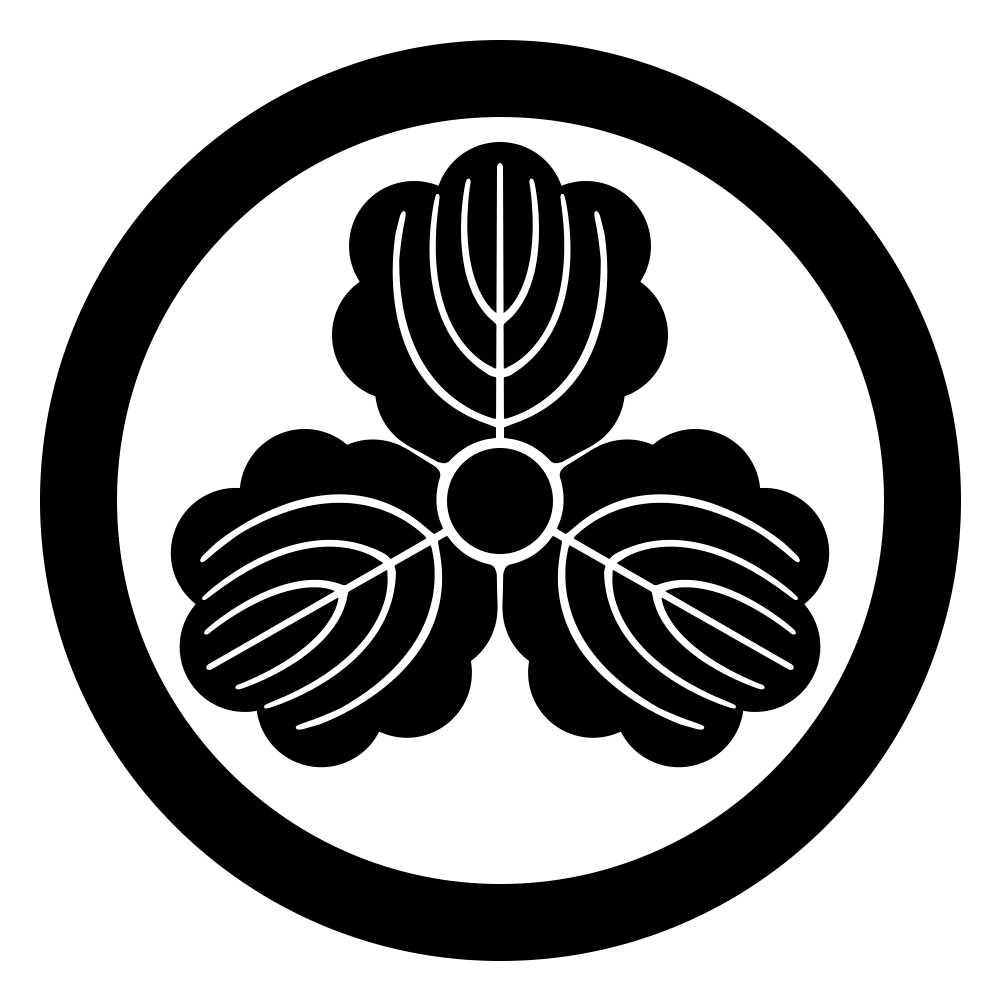
家紋 丸に三つ柏

家紋 丸に違い鷹の羽

家紋 丸に木瓜

根本氏（ねもとし）は日本の氏族のひとつ。

## 藤原姓小野崎氏支流 根本氏
本姓は藤原氏。藤原北家の流れを汲む藤原秀郷の末裔 小野崎氏の庶流。小野崎通静の次男 盛通が常陸国信太郡根本（現在の茨城県美浦村根本）を領し根本氏を起こした。家紋は丸に剣片喰、丸に片喰、亀甲に剣片喰、丸に違い鷹の羽、丸に花菱、丸に左三つ柏、丸に抱き茗荷、丸に木瓜など。
```
系譜 小野崎通静－根本盛通－通治－通門－忠通－通重
```

佐竹氏が小野崎氏を傘下に加える過程でその庶流にあたる根本氏も佐竹氏の勢力下に入ったとみられ、戦国期の佐竹家臣として、久慈郡西東衆に根本宮内正の名が、佐竹家中の衆として根本紀伊守の名が確認される。また、佐竹氏の陸奥国南郷支配の拡大に活躍した武将として根本掃部右衛門尉の名が見え陸奥国南郷、花園の地に25貫、堤に25貫、計50貫を領したという。
また、久慈東郡町屋郷の根本氏は、同じ藤姓秀郷流ながら、秀郷の子ともいわれる佐野太郎秀盛を遠祖としたという。根本氏祖は前九年の役にて安倍氏追討の大将 陸奥守鎮守府将軍源頼義に随い、安倍宗任を生け捕りにしたといい、その後、子孫は佐竹氏に随い永楽500貫で根本郷城主となったという。
```
系譜 岡田太郎通胤―従五位下右京大夫摂津守通棟―佐野豊後守公通―江戸成時―那珂八郎通房…
```

### 秋田藩士 根本氏（小野崎分流）
佐竹氏に仕え1602年（慶長7年）、佐竹義宣の秋田転封に根本氏のうち根本為通、為行ら数人が随行し、最終的に転封後の分家も含めて8家の家系が小野崎分流たる秋田藩士 根本氏として続いたという。この他、平氏流根本氏、藤原氏流など数流も確認される。
- 三郎右衛門の家系については為通の代に秋田郡大館に移住するという。

```
系譜 根本三郎右衛門－源右衛門－長門－為通－為満－為寛－為次－通為
```

- 根本日向の家系はその子 小兵衛の代に秋田に移住するという[8]。

```
系譜 根本日向－小兵衛－通高－通家－通時－通暠
```

- 根本為行の家系も小野崎分流という。家紋はタテツテ、酸醤[9]。

```
系譜 根本為行－高行－常行－通行－胤行－春行－郷行－綱行－憲行－朝行－親行－忠行－武行－政行－賢行－里行－通国－里行－掃部助－彦八－由行－行生
```

- 根本石見守の分流にも秋田藩士 根本氏がある[9]。

```
系譜 根本通重－通則－通種－通定－通頼
```

- 為行流の掃部助賢行の次男 勝行の家系も根本氏分流の秋田藩士として確認される[9]。

```
系譜 根本賢行－勝行－勝通－通休－通堅
```

- 為行流の掃部助賢行の三男 通貞の家系も仙北郡刈和野に存続している[9]。

```
系譜 根本賢行－通貞－通重－通安
```

また、小野崎分流に根本因幡を名乗る家系も確認される。
```
系譜 根本因幡－通貞－通弘－通久－通長
```

根本新蔵人の一族も小野崎分流という。
```
系譜 根本通直－新蔵人
```

### 水戸藩士 根本氏（小野崎分流）
また、水戸藩に仕えた家系もあり子孫からは根本新平が輩出されている。
```
系譜 根本義言－祐介－新平
```

### 尊王志士・義民としての根本氏
- 根本新平 水戸藩士。諱は義信。祐介の長男で新介の兄。安政6年（1859年）の水戸藩密勅事件以来国事に奔走、文久3年（1863年）、藩主に随い上洛。元治元年（1864年）3月から転戦。西上して越前敦賀に拘禁され、慶応元年（1865年）2月4日、斬首となる。贈正五位。靖国神社合祀[13]。
- 根本新之介 新平の弟。諱は義次。元治元年（1864年）3月、筑波勢に加わるが、大将の藤田小四郎と意見合わず隊を去る。9月6日、鹿島郡大船津で捕らわれ、下総国岩井で斬首となる。享年21。靖国神社合祀[14]。
- 根本市太郎 常陸国行方郡上戸村の百姓。天狗党に加わり、那珂湊から家に帰る途中、捕えられて元治元年（1864年）10月、鹿島郡大貫村で斬首となる[15]。
- 根本熊太郎 行方郡潮来村の百姓。要七の次男。慶応元年（1865年）2月19日、敦賀で斬首となる[16]。
- 根本儀之衛門 那珂郡竹瓦村の里正。下総国銚子から江戸佃島へ移され、慶応2年（1866年）6月11日、獄死する[17]。
- 根本清一 水戸藩士。目付同心。諱は道之。慶応3年（1867年）3月27日、安房国勝山で獄死する。享年25。靖国神社合祀[18]。
- 根本三陽之介 常陸国久慈郡神田村の者。上土木内静社祠官 専太郎の父。天狗党に加わり、捕縛される。慶応3年（1867年）10月8日、獄死。享年42。靖国神社合祀[19]。
- 根本六三郎 諱は徳成。半衛門の次男。元治元年（1864年）10月18日、天狗党側に加わり、那珂郡部田野で傷を負い自決する。享年22。水戸常磐墓地に墓。靖国神社合祀[20]。
- 根本益親 宍戸藩士。元治元年（1864年）12月15日、天狗党側に加わり、捕らわれて獄死する。靖国神社合祀[21]。
- 根本正之介 諱は徳郷。常陸国那珂郡山方村横目役兼里正。久慈郡中染村で戦った後に帰郷する。元治元年（1864年）9月12日、暴徒に囲まれて自刃する。享年35。靖国神社合祀[22]。
- 根本一之介 宍戸藩士。諱は益之。慶応3年（1867年）、天狗党側に加わり、捕らわれて獄死する。靖国神社合祀[23]。
- 根本益行 宍戸藩士。元治元年（1864年）10月16日、天狗党側に加わり、捕らわれて水戸で斬首となる。靖国神社合祀[21]。
- 根本益習 宍戸藩士。元治元年（1864年）12月15日、天狗党側に加わり、捕らわれて獄死する。享年52。靖国神社合祀[21]。

### 佐幕派の根本氏
- 根本新八郎 上府使役。結城寅寿に随い、天狗党と対立するが捕らわれの身となり、安政2年（1865年）、水戸赤沼獄で死去する[24]。

## 江戸幕臣 紀姓根本氏
江戸の幕臣 紀正成が根本氏を呼称する。
```
系譜 紀正成－成次－根本成重－成歳
```

## 江戸幕臣源姓根本氏
江戸幕臣のうち、源氏を名乗る根本氏については『寛政重修諸家譜』に記載があるという。
```
系譜 根本新兵衛－成次－成重－成歳
```